# Lacunaria sampaioi
Lacunaria sampaioi là một loài thực vật có hoa trong họ Ochnaceae. Loài này được Ducke mô tả khoa học đầu tiên năm 1934.